# Carles Cuadrat
Carles Cuadrat Xiqués (né le 28 octobre 1968 à Barcelone) est un ancien footballeur espagnol devenu entraîneur. Il est actuellement l'entraîneur du club inden de Bengaluru Football Club. Cuadrat a intégré le centre de formation du FC Barcelone et il a jour pour pratiquement toutes les sélections espagnoles.

## Carrière

### Carrière de joueur
Cuadrat intègre le centre de formation du FC Barcelone, en arrivant à être sollicité pour jouer quelques matchs amicaux avec l'équipe professionnelle. Il est l'un des quelques joueurs qui intègre toutes les équipes du FC Barcelone : il commence sa formation en 1978, à l'âge de 10 ans, et participe à deux matchs amicaux en 1988 au Camp Nou avec l'équipe professionnelle, entraînée par Luis Aragonés et intégrée par des joueurs comme Bernd Schuster et Gary Lineker,.
Il rejoint l'équipe U19 qui gagne la Coupe d'Espagne de la catégorie en 1986 et 1987 avec ses coéquipiers Guillermo Amor, Albert Ferrer, Tito Vilanova et Cristóbal Parralo.  
Il connaît pratiquement toutes les équipes d'Espagne, étant le joueur le plus sélectionné de sa génération. Il obtient la médaille de bronze au championnat d'Europe des moins de 16 ans en 1985,,.
Comme footballeur professionnel, il intègre l'équipe réserve du FC Barcelone et les équipes professionnelles du Sabadell et Gavà (en), en D2 et D3, jusqu'à sa retraite à l'âge de 30 ans à cause d'une blessure de genou.

### Carrière d'entraîneur
Immédiatement après sa retraite de joueur, Cuadrat commence à travailler en tant que préparateur physique des équipes du centre de formation du FC Barcelone.
En 2009, Cuadrat, toujours comme préparateur physique, rejoint le staff technique du Galatasaray dont l'entraîneur principal est l'ex-footballeur néerlandais Frank Rijkaard. Il fait partie aussi du staff technique (toujours mené par l'entraîneur néerlandais) de la sélection d'Arabie Saoudite entre 2011 et 2013.
En 2014, Albert Roca, entraîneur adjoint du FC Barcelone, Galatasaray et de l'équipe d'Arabie Saoudite commence sa carrière en tant qu'entraîneur principal de l'équipe du Salvador. Cuadrat devient l'entraîneur adjoint de cette équipe,.
En 2016, le tandem Roca-Cuadrat change de continent pour entraîner en Inde le Bengaluru FC qui évolue en Indian Super League. Avec les entraîneurs catalans, le club devient la première équipe indienne à disputer une finale de la Coupe de l'AFC face au club irakien d'Al Quwa Al Jawiya Football Club. L'équipe gagne la Coupe d'Inde en 2017 et la Supercoupe d'Inde en 2018, et est finaliste de l'édition 2017-2018 de Super League perdant en finale 3-2 contre Chennaiyin.
Après le départ volontaire d'Albert Roca à la fin de cette saison, Cuadrat est officiellement nommé entraîneur principal du club. Les « blues » finissent la première moitié de saison de l'Indian Super League avec 61 % de victoires, au plus haut niveau. L'équipe finit la saison sportive en tête du classement et arrive en finale en battant le NorthEast United Football Club sur le score de 4 à 2 en demi-finales.
Le 17 mars 2019, le club entraîné par Cuadrat bat le FC Goa 1-0 en finale et gagne l'Indian Super League pour la première fois,. Le Bengaluru FC finit le championnat invaincu à domicile, un résultat inédit dans l'histoire du club.
Lors de la saison saison 2019-2020 l'équipe atteint les playoffs à nouveau (troisième année consécutive) en finissant la saison sportive en troisième place. En demi-finale, Bengaluru est battu par l'ATK - qui deviendrait plus tard champion - par 3-2 sur le score total.